# Salkowskis reagens
Salkowskis reagens eller Salkowskis test är ett reagens för att påvisa terpenoider (som till exempel kolesterol). Det har fått sitt namn efter Ernst Leopold Salkowski, har utvecklat flera kemiska tester för att bestämma olika typer av molekyler (förutom kolesterol och andra steroler) såsom kreatinin, kolmonoxid, glukos och indoler.
Om man löser terpenoider i kloroform och försiktigt tillsätter koncentrerad svavelsyra får man ett tvåfassystem där kontaktytan eller kloroformdelen är röd.

## Grundläggande metodbeskrivning

### Förfarande
Till Salkowskitestet behövs, förutom   ett prov som ska testas för steroler, kloroform och koncentrerad svavelsyra (Salkowskis reagens). Vanligtvis bereds först en lösning av kloroform och provet i ett provrör som senare behandlas med koncentrerad svavelsyra. Därefter skakas lösningen väl. Det är viktigt att endast använda torra glaskärl, eftersom en uttorkningsreaktion inträffar under testet.
Testen är kvalitativ och ger en lösning med två distinkta lager i provröret. Det övre skiktet (kloroform) får blåröd till violett färg, medan skiktet av svavelsyra blir gult till grönt med en grönaktig glöd. Om ett prov inte innehåller kolesterol eller andra steroler behåller den testade lösningen sin ursprungliga färg.
Salkowskitestet kan också användas för att bestämma närvaron av indoler (kristallina alkaloider som är en nedbrytningsprodukt av proteiner som innehåller tryptofan). I sådana fall behandlas provet med salpetersyra och 2-procentig lösning av kaliumnitrit, varvid positiv reaktion visas genom närvaron av röd färg.

### Testets kemi
Behandling av en lösning av ett prov, innehållande steroler, med kloroform och mycket hygroskopisk svavelsyra, leder till en uttorkningsreaktion (två vattenmolekyler flyttas från två kolesterolmolekyler) och bildning av nya dubbelbindningar. Under den kemiska reaktionen binds två steroler samman och bisterol (bisteroid) bildas. bi-kolestadien (dubbel kolesten med två dubbelbindningar) i fallet kolesterol. Röd färg på en lösning är en följd av bisulfonsyra av en bi-kolestadien, som är en produkt av svavelsyrasulfonerande bi-kolestadien.